# دهستان سرآب‌باغ
سرآب‌باغ، دهستانی است از توابع بخش سرآب‌باغ شهرستان آبدانان در استان ایلام ایران.

## جمعیت
براساس سرشماری سال ۱۳۸۵ جمعیت آن ۴٬۶۷۸ نفر (۹۲۲ خانوار) بوده‌است.